# Università tecnica nazionale di Donec'k
L'Università tecnica nazionale di Donec'k (DonNTU, precedentemente conosciuta come Istituto politecnico di Donec'k) è la più grande e più antica università  del Donbass, in Ucraina. Fu fondata nel 1921 a Donec'k. Ha sede a Krasnoarmiysk.
Nei suoi primi anni di attività, fu frequentata da Nikita Chruščëv.